# Mycosphaerelloides
Mycosphaerelloides is een monotypisch geslacht van schimmels dat behoort tot de familie Mycosphaerellaceae. De typesoort is Mycosphaerelloides madeirae.